# Bivouba

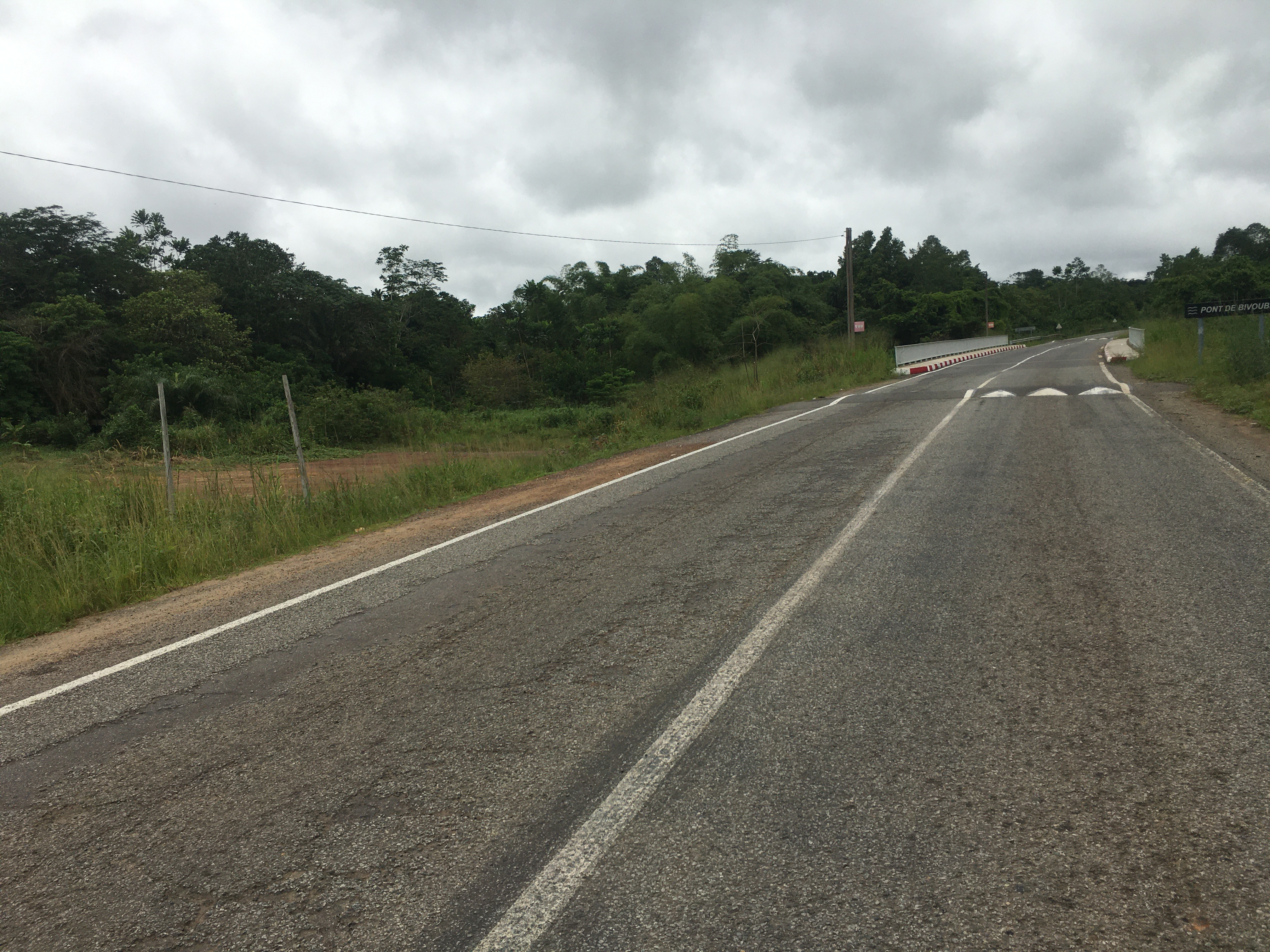
Pont de BinoubaI (Par Lutaire Nlomo, autochtone du village).

Bivouba est un village du Cameroun situé dans la région du Sud et le département de l'Océan. Faisant partie de la commune de Lokoundjé, il se trouve à 47 km de Kribi sur la route qui relie Kribi à Édéa.

## Géographie
Bivouba est l'un des plus vastes villages situés sur la Nationale No 7 reliant Kribi à Édéa. Il s'étend à près de 12 km et compte plus de 3 000 habitants de diverses ethnies. Les villages voisins qui l'entourent sont Nsimalen de Pamadu côté de Kribi et Mbebe du côté d'Édéa. Il est surplombé de bout à bout par deux cours d’eau et dispose d’une réserve forestière, d’une carrière de pierre et d’un marché. Bivouba est le carrefour de deux villages dont Mboke à l'est et Donenda-Dikobe du côté ouest.

## Population
En 1966, la population était de 206 habitants. Lors du recensement de 2005, le village comptait 262 habitants dont 147 hommes et 115 femmes, principalement des Evuzok.
Actuellement en 2025 la localité regroupe plusieurs groupe ethniques, notamment les Evouzok(Autochtones), les Bamnda(Déplacés Internes venus de l’ouest du Pays) les Bassas, Bakokos, et batanga. À l’heure actuelle grâce à une campagne de recensement du CODEBI(Comité de Développement de BIVOUBA) et L’Association de Bénévoles Sans Frontières du Cameroun (ABSAFC), l’état actuelle de la population est estimée à 13 000 habitants.

## Institutions administratives
- Chefferie du 3e degré : Sa Majesté Owana Guy Marcel.
- Centre d'état Civil Secondaire : Officier d'état civil Nlomo Mvogo.
- Comité de développement : CODEBI (Comité de développement de Bivouba). Président : Nlomo Mvogo.

## Organisations et associations
GICAEB (le Groupe d'initiative Commune des Agriculteurs et Éleveurs de Bivouba)
le comité de développement de Bivouba (CODÉBI) 
AJEB (Association des Jeunes de Bivouba).

## Sites touristiques
Canton des pygmées, réserve forestière.

## Infrastructures
Chefferie de 3e degré, Pont, Centre d’État Civil secondaire, marché, école primaire, forage.

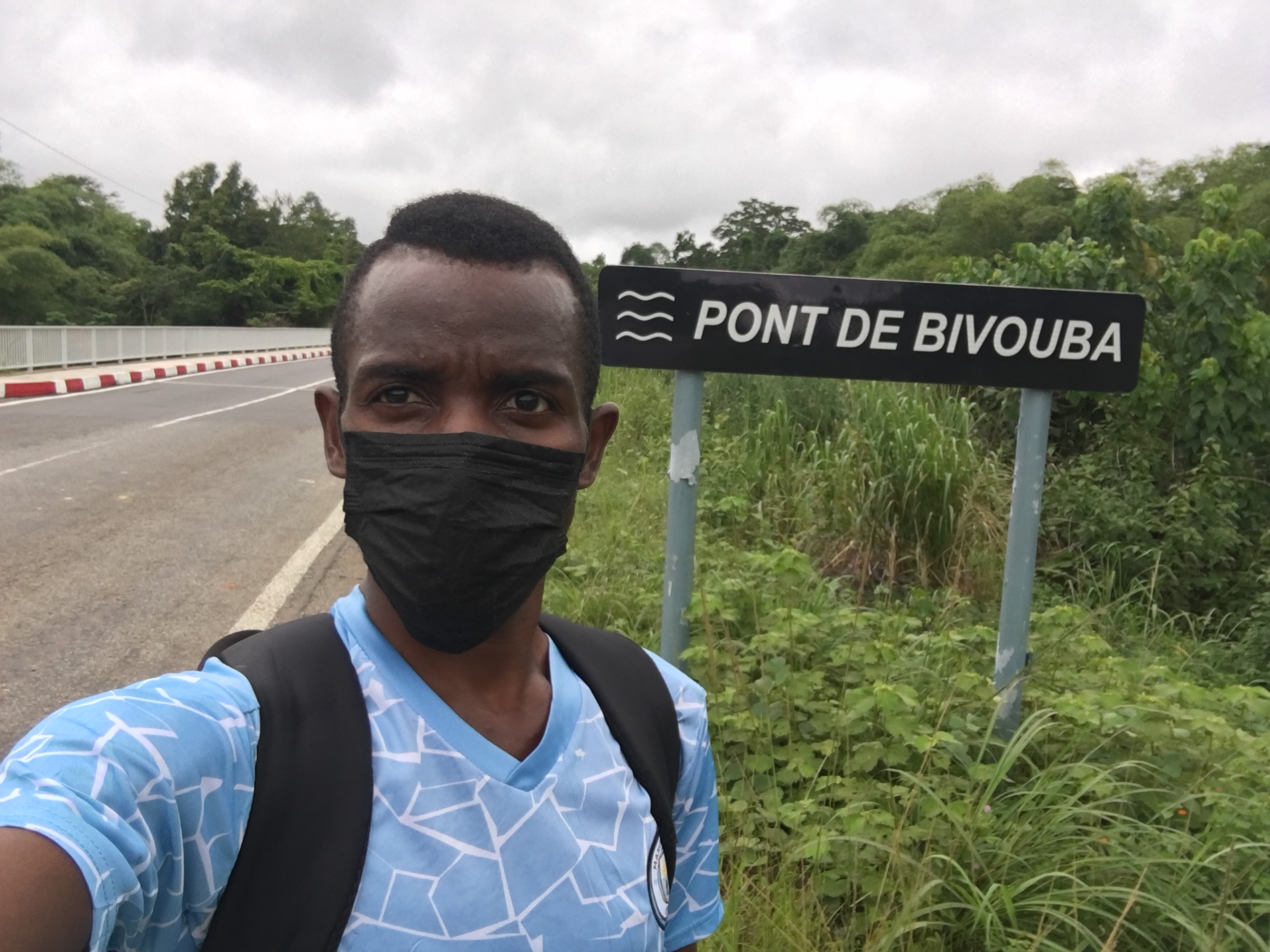